# La Zarza (Estremadura)
La Zarza – gmina w Hiszpanii, w prowincji Badajoz, w Estramadurze, o powierzchni 63,19 km². W 2011 roku gmina liczyła 3645 mieszkańców.